# L-TV Landesfernsehen
L-TV Landesfernsehen ist ein privater, regionaler Fernsehsender für die Region Heilbronn-Franken.

## Programm und Reichweite
Das Programm besteht aus aktuellen Themen mit Lokalbezug; so stand das „L“ im Sendernamen für „Lokal“. Seit der Ausweitung des Sendegebietes durch BW Family.tv steht das „L“ auch für „Landesfernsehen“. 
Der Sender ist in den Gebieten Heilbronn und Hohenlohe-Franken per Kabel der Kabel BW auf dem analogen Kanal S 25 von 18:00 bis 5:00 Uhr und darüber hinaus in den Regionen Aalen, Bad Mergentheim und Heilbronn mit der digitalen Kabelbox ganztägig zu empfangen. Die aufsichtführende Landesanstalt für Kommunikation Baden-Württemberg beziffert die Reichweite des Senders im analogen Kabel auf 90.000 Haushalte und im digitalen Kabel auf etwa eine Million Haushalte.
Das regionale Themenspektrum des Senders reicht von Lokalpolitik über Sport und Kultur bis hin zu kommerziellen Berichten, die die Sehenswürdigkeiten der Städte und Gemeinden im Sendegebiet und die Leistungsfähigkeit der dort angesiedelten Betriebe vorstellen.
Auszug aus dem Programm:
- L-TV aktuell, tagesaktuelle Nachrichten für den Großraum Heilbronn, Hohenlohe, Taubertal.
- Pflegen&Betreuen - Talk-Format rund um Themen der Pflege, Medizin und des Gesundheitswesens
- City:Vision - Talk-Magazin um Innovationen auf Kommunalebene
- HORIZONTE – Promi-Reisemagazin (produziert von Blue Planet)
- Katholische und Evangelische Gottesdienste am Sonntag Vormittag

## Geschichte
Besitzer und Betreiber des Angebots war bis einschließlich März 2025 Manfred Kusterer mit der L-TV GmbH Landesfernsehen aus Winnenden. Seit der Übernahme des Sendebetriebs durch die Localism Media-Gruppe im April 2025 ist Horst Rettig Geschäftsführer.
Die L-TV GmbH wurde im Dezember 1999 mit Sitz in Winnenden gegründet und begann im August 2000 als lokaler Fernsehsender im Rems-Murr-Kreis, den Landkreisen Göppingen, Ludwigsburg und im Großraum Stuttgart ein halbstündiges Magazinprogramm mit regionalen Themen auszustrahlen.
Im Januar 2005 verlegte die L-TV GmbH ihren Sitz nach Ludwigsburg. Ab Februar 2005 wechselte dann die Lizenz des Senders auf den Landkreis Heilbronn, in dem seither tagesaktuelle Nachrichten gesendet werden. Im Januar 2007 benannte sich die L-TV GmbH um in L-TV GmbH Landesfernsehen.
Im Jahr 2019 wechselte Studio und Redaktion nach Leinfelden-Echterdingen. Seit Januar 2020 hat der Sender seinen Sitz wieder in Winnenden.
Seit Herbst 2023 befinden sich Studio und Redaktion in Heilbronn. Im April 2025 wurde bekannt, dass der Sender zu 100 % von der Münchner Localism Media-Gruppe übernommen wurde. Seit der Änderung der Eigentümerstruktur befindet sich auch der Sitz der Betreibergesellschaft Living Lab GmbH am Studio- und Redaktionsstandort in Heilbronn.

### Übertragung von Geschäftsanteilen 2009
Anfänglich hielt der Unternehmer Manfred Kusterer alle Geschäftsanteile. Im Jahr 2009 gab er je 5,5 % an seine Kinder ab und hält seitdem noch 89 %. Da die Veränderung noch vor Erteilung der Unbedenklichkeitsbestätigung vollzogen wurde, wies die Kommission zur Ermittlung der Konzentration im Medienbereich darauf hin, dass eine wiederholte Missachtung rundfunkrechtlicher Vorschriften die Unzuverlässigkeit des Rundfunkveranstalters zur Folge haben kann.

### Vorwürfe wegen Berichten überQuerdenken 711und Bußgeldverfahren 2020
L-TV übertrug im Frühsommer 2020 das Fest für Freiheit und Frieden gegen Bezahlung europaweit. Es handelte sich um eine Demonstration der Stuttgarter Gruppe „Querdenken711“, die Proteste gegen Schutzmaßnahmen zur COVID-19-Pandemie in Deutschland organisiert. Die Veranstaltung wurde via Astra und Kabel BW sowie MagentaTV ausgestrahlt. L-TV erhielt dafür von der Gruppe einen unbekannten Geldbetrag, machte dies aber weder im Programm noch sonst kenntlich. Öffentlich hatte der Gründer der Initiative, der Geschäftsmann Michael Ballweg auf einer Demonstration am 1. August 2020 in Stuttgart erklärt: „Wir haben ja schon eine ganz gute Reichweite erreicht, über YouTube, über L-TV. Und weil es sehr gut funktioniert hat mit L-TV, habe ich diese Woche die freie Sendekapazitäten des Senders für die Woche vor und nach dem 1.8.2020 gekauft“.
Der Vorstand der Landesanstalt für Kommunikation Baden-Württemberg (LFK) setzte am 13. Oktober 2020 ein Bußgeld in Höhe von insgesamt 65.000 Euro gegen den privaten Fernsehanbieter L-TV fest. Das Bußgeld umfasst neben der Abschöpfung des wirtschaftlichen Vorteils auch eine deutliche Strafkomponente. Die LFK hatte im August ein Verwaltungs- und Bußgeldverfahren gegen L-TV wegen des Verdachts der politischen Werbung eingeleitet, weil dem Sender vorgeworfen wurde, gegen Bezahlung Demonstrationen der Initiative Querdenken 711 beworben und übertragen zu haben. Nach umfangreicher Prüfung des Sachverhalts bestätigte sich der Verdacht.

## Sender gleichen Namens
L-TV ist außerdem der Sendername eines regionalen Senders der 5000-Einwohnergemeinde Lengefeld im Erzgebirge.